# 1994年の日本シリーズ
1994年の日本シリーズ（1994ねんのにっぽんシリーズ、1994ねんのにほんシリーズ）は、1994年10月22日から10月29日まで行われたセ・リーグ優勝チームの読売ジャイアンツとパ・リーグ優勝チームの西武ライオンズによる第45回プロ野球日本選手権シリーズである。

## 概要
西暦末尾4の年で初めて関東地方の球団が出場した日本シリーズであり、史上9回目の関東地方同士の日本シリーズとなった。
長嶋茂雄監督率いる読売ジャイアンツと、森祇晶監督率いる西武ライオンズとの対決となった1994年の日本シリーズは、巨人が4勝2敗で勝利し、5年ぶり18度目の日本一。巨人は東京ドームでは初の日本一達成となり監督を率いていた長嶋も第一期監督時代にも1976年、1977年に出場したが何れも阪急ブレーブス相手に敗退しており、監督としては「三度目の正直」で初の日本一となった。
この他、堀内恒夫と中畑清も巨人のコーチとしてベンチ入りしている。
当時の両チームの対照性について、シリーズ直後に槙原寛己は次のとおり述べている。
「リーグ優勝の胴上げシーンなんかもうちと西武と全然違いましたよね。西武は大人っていうか。日本シリーズにしても第2戦に勝った時、うちは優勝したような騒ぎで喜んで。（中略）（巨人は）純粋に喜び合えるチーム…。」
西武はこの年後半混戦の中から加速して5年連続リーグ優勝を達成していること、過去の巨人 - 西武の日本シリーズでいずれも西武が勝利していることや、巨人が7～9月いずれも負越しの末、最終戦（いわゆる「10.8決戦」）でリーグ優勝を決めたというレギュラーシーズン後半の状況などから、西武有利の予想が大半を占めた。前年、西武と日本シリーズを戦ったヤクルトスワローズ監督（当時）野村克也は西武有利としながらも前年より戦力が落ちているから巨人にもチャンスがあると予想した。
第1戦は前回1990年のシリーズを再現するような形で西武が圧勝、第2戦は巨人が槙原の「完封で勝った」（1対0）という展開で始まった。西武にはさらに、清原和博のシリーズ4本塁打や、工藤公康がシリーズ初の3者連続3球三振 という個人の活躍があった。
しかし、西武には、チームリーダーの石毛宏典が12打数1安打と大ブレーキとなったことや、第2戦以降、守備や走塁面のミスが目立ち、上記槙原コメントにもある「大人」のチームのイメージとの乖離が見られた。森も、監督退任後の自著『覇道』で、監督として戦った日本シリーズの中で1994年ほど「考えられないミスが続出したシリーズは初めてであった」と振り返っている。また殊勲選手として表彰された清原すら「何度もシリーズを経験してきた僕たちでさえ、これ何?何が起きるの?と怖くなるくらいの雰囲気だった」といい、その理由として「とにかくマスコミの多さが桁違い」「長嶋さんは常に誰よりも大勢の報道陣に囲まれていて、それを見ていると、世の中、ジャイアンツが勝たないといけないのかな、という感じがしてくる」「デーブ（大久保博元）さんが出てきて同点ホームランを打ったり、巨人側に、奇跡的なことが次々と起こった」ことなどを挙げ、「ジャイアンツに負けたというよりも、長嶋さんに負けた感じのシリーズ」との感想を述べている。
一方、巨人は、初戦で先発桑田真澄が打ち込まれて敗戦投手となったものの、試合後のミーティングで西武の主力打者の特徴を指摘、2戦目の槙原の完封につながった。槙原は2完投勝利の活躍でMVPに選ばれた。また、後記する、屋鋪要の第2戦最終回の同点を阻止したダイビングキャッチ、第5戦での緒方耕一の満塁本塁打なども試合の行方に大きく影響した。
西武・森にとって槙原は調子の波の激しさの一方でいい状態でシリーズを迎えたら、と最も警戒する投手であった。それだけに槙原が登板して挙げた2勝は、西武にとって大きな敗因の一つとなった。四番打者の清原はこのシリーズで桑田から3本塁打を放つなどしたが、槙原には完全に抑えられている。
巨人3勝2敗で迎えた第6戦（東京ドーム）が行われる10月29日の朝、スポーツ紙各紙に「西武・森監督今季限りで勇退へ」というニュースが掲載され、ゲーム前の練習中、東京ドームのオーロラビジョンにも流されるなど、西武黄金時代の終焉のあらわれの一つと位置づけられる。伊東勤は「試合前に東京ドームのオーロラビジョンに西武・森監督辞任というニュースが流れた。噂にあったから驚きはしなかったが、そんな話が出れば試合に集中できない。2勝4敗で初めて巨人に屈した。」と回想している。なお、その日に巨人は3-1で勝利したため、本拠地を現在の東京ドームに移転後、その場所で初の日本一を達成した。
この年、長嶋は報道陣の前でシリーズに関して次の予言をしたが、いずれも「的中」した。
- 「西武とのシリーズは4勝2敗でウチが勝つ。もう決まっているから」（10.8決戦での優勝決定後の会見）
- 「いずれにしてもこの東京ドームにまた戻ってきます」（シリーズ第2戦終了後の勝利監督インタビューで）
- 「今日は3-1で決めます」（優勝決定試合のシリーズ第6戦開始前の会見）

この年のシリーズは、平日の試合（第3～5戦）のみ日本シリーズでは30年ぶりにナイターで開催された。この年は試験的に平日開催分のみナイターで開催されることになったが、好評だったため翌1995年から全試合に拡大された。また延長戦の規定も見直され、ナイターで行われる場合は第7戦まで（この年は事実上第3-5戦のみ）は15回まで（時間無制限は変更せず。またデーゲーム時の延長戦の回数、および第8戦以後の延長制限撤廃は旧来と同じ）とする仕組みに変更された。1995年から原則全試合ナイターとなったため、日本シリーズでのデーゲーム開催は、2011年の日本シリーズ（第1戦のみ）まで行われなくなった。また、この年は初のデーゲーム・ナイター併用の日本シリーズとなったが、これも同様に2011年まで行われなかった。
この年はメジャーリーグベースボールのワールドシリーズが232日間に及ぶ長期ストライキにより中止されたことを受け、アメリカ合衆国の一部でも中継された。

## 試合結果
| 日付                                    | 試合   | ビジター球団（先攻） | スコア | ホーム球団（後攻） | 開催球場           |
| --------------------------------------- | ------ | -------------------- | ------ | ------------------ | ------------------ |
| 10月22日（土）                          | 第1戦  | 西武ライオンズ       | 11 - 0 | 読売ジャイアンツ   | 東京ドーム         |
| 10月23日（日）                          | 第2戦  | 西武ライオンズ       | 0 - 1  | 読売ジャイアンツ   | 東京ドーム         |
| 10月24日（月）                          | 移動日 | 移動日               | 移動日 | 移動日             | 移動日             |
| 10月25日（火）                          | 第3戦  | 読売ジャイアンツ     | 2 - 1  | 西武ライオンズ     | 西武ライオンズ球場 |
| 10月26日（水）                          | 第4戦  | 読売ジャイアンツ     | 5 - 6  | 西武ライオンズ     | 西武ライオンズ球場 |
| 10月27日（木）                          | 第5戦  | 読売ジャイアンツ     | 9 - 3  | 西武ライオンズ     | 西武ライオンズ球場 |
| 10月28日（金）                          | 移動日 | 移動日               | 移動日 | 移動日             | 移動日             |
| 10月29日（土）                          | 第6戦  | 西武ライオンズ       | 1 - 3  | 読売ジャイアンツ   | 東京ドーム         |
| 優勝：読売ジャイアンツ（5年ぶり18回目） |        |                      |        |                    |                    |

### 第1戦
|      | 1 | 2 | 3 | 4 | 5 | 6 | 7 | 8 | 9 | R  | H  | E |
| ---- | - | - | - | - | - | - | - | - | - | -- | -- | - |
| 西武 | 0 | 1 | 3 | 0 | 0 | 0 | 7 | 0 | 0 | 11 | 10 | 0 |
| 巨人 | 0 | 0 | 0 | 0 | 0 | 0 | 0 | 0 | 0 | 0  | 4  | 0 |

1. 西：渡辺久、橋本、潮崎、杉山、鹿取 - 伊東
2. 巨：桑田、岡田、宮本、水野、香田 - 村田真
3. 勝利：渡辺久（1勝）
4. 敗戦：桑田（1敗）
5. 本塁打
西：清原1号ソロ（2回・桑田）、田辺1号満塁（7回・水野）
6. 審判
［球審］小林毅
［塁審］一塁：五十嵐、二塁：友寄、三塁：永見
［外審］左翼：井上、右翼：前川
7. 試合時間：2時間57分

国歌吹奏は東京消防庁音楽隊、始球式は石田ゆり子（女優・日本テレビ系列ドラマ『静かなるドン』に出演）により行われた。

#### 先発オーダー
| 西武 | 西武 | 西武     |
| 打順 | 守備 | 選手     |
| ---- | ---- | -------- |
| 1    | [二] | 辻発彦   |
| 2    | [右] | 大塚光二 |
| 3    | [中] | 佐々木誠 |
| 4    | [一] | 清原和博 |
| 5    | [三] | 鈴木健   |
| 6    | [遊] | 田辺徳雄 |
| 7    | [左] | 安部理   |
| 8    | [捕] | 伊東勤   |
| 9    | [投] | 渡辺久信 |

| 巨人 | 巨人 | 巨人       |
| 打順 | 守備 | 選手       |
| ---- | ---- | ---------- |
| 1    | [左] | グラッデン |
| 2    | [遊] | 川相昌弘   |
| 3    | [右] | 松井秀喜   |
| 4    | [一] | 原辰徳     |
| 5    | [三] | 岡崎郁     |
| 6    | [中] | コトー     |
| 7    | [二] | 元木大介   |
| 8    | [捕] | 村田真一   |
| 9    | [投] | 桑田真澄   |

巨人が桑田真澄、西武が渡辺久信の先発投手であった。西武は2回、先頭打者の清原和博のソロ本塁打で先制し、3回には伊東勤の安打、辻発彦の四球、大塚光二の安打による一死満塁から、佐々木誠、清原の連続適時打で3点を追加し、4-0と西武が優位に立った。渡辺久は6回途中まで無失点だったが、西武は、一死一・二塁で迎えた松井秀喜に対して投入した左投手・橋本武広が松井を三振に仕留めると、右打者が多い巨人打線に対して潮崎哲也を投入した。
西武は7回、巨人2番手として登板の岡田展和を攻め、二死二塁から辻の適時二塁打、大塚の安打で、さらに交代して登板の宮本和知から、佐々木が再び2点適時打、清原の四球、さらに巨人の投手が水野雄仁に交代したことに対して、西武は代打・石毛宏典の四球で満塁とし、続く田辺徳雄が左翼へ満塁本塁打。西武は潮崎から杉山賢人、鹿取義隆とつなぎ、5投手で11-0と巨人を完封した。1試合11失点は巨人の日本シリーズワースト失点だったが、26年後の2020年、対福岡ソフトバンクホークス戦（11月22日、第2戦目）に13失点して、更新された。
一方的な試合内容に巨人オーナー（当時）の正力亨も、試合終了直後に「4戦で終わっては…」と述べたというが、桑田は西武打線の特徴をしっかりつかんでおり、第2戦先発予定の槙原に「完封できますよ」と話したという。
公式記録関係（日本野球機構ページ）

### 第2戦
|      | 1 | 2 | 3 | 4 | 5 | 6 | 7 | 8 | 9 | R | H | E |
| ---- | - | - | - | - | - | - | - | - | - | - | - | - |
| 西武 | 0 | 0 | 0 | 0 | 0 | 0 | 0 | 0 | 0 | 0 | 4 | 1 |
| 巨人 | 1 | 0 | 0 | 0 | 0 | 0 | 0 | 0 | X | 1 | 2 | 0 |

1. 西：工藤、石井丈 - 伊東
2. 巨：槙原 - 村田真
3. 勝利：槙原（1勝）
4. 敗戦：工藤（1敗）
5. 審判
［球審］前川
［塁審］一塁：井上、二塁：五十嵐、三塁：友寄
［外審］左翼：寺本、右翼：井野
6. 試合時間：2時間25分

#### 先発オーダー
| 西武 | 西武 | 西武     |
| 打順 | 守備 | 選手     |
| ---- | ---- | -------- |
| 1    | [二] | 辻発彦   |
| 2    | [右] | 大塚光二 |
| 3    | [中] | 佐々木誠 |
| 4    | [一] | 清原和博 |
| 5    | [三] | 鈴木健   |
| 6    | [遊] | 田辺徳雄 |
| 7    | [左] | 吉竹春樹 |
| 8    | [捕] | 伊東勤   |
| 9    | [投] | 工藤公康 |

| 巨人 | 巨人 | 巨人       |
| 打順 | 守備 | 選手       |
| ---- | ---- | ---------- |
| 1    | [左] | グラッデン |
| 2    | [遊] | 川相昌弘   |
| 3    | [右] | 松井秀喜   |
| 4    | [一] | 原辰徳     |
| 5    | [中] | コトー     |
| 6    | [三] | 岡崎郁     |
| 7    | [二] | 元木大介   |
| 8    | [捕] | 村田真一   |
| 9    | [投] | 槙原寛己   |

巨人は初回、三塁手鈴木健の失策で出塁した先頭打者グラッデンを川相昌弘が犠打で二塁に送り、二死後、原辰徳が左翼へ先制適時打。1安打で先取点を挙げた。工藤が与えた安打はこの原のものと、6回に村田真一の中前打の計2本、3回にはシリーズ初の三者連続三球三振を記録する投球内容だっただけにワンチャンスをものにした1回の1点は大きな価値があった。
一方の槙原は、「汚名返上のチャンスだ（中略）精神的にはすごく勝ちたかった。それだけにちょっと焦りました」という心理と「シーズン中より速い球が行ってましたもんね」という体調・技術面という状態であった。9回表に大塚光二の打球を途中から守備固めに入っていた屋鋪要が直接捕球を狙って2塁打となり無死二塁のピンチを背負った。しかし佐々木を左邪飛、清原にはすべて直球勝負で遊直。最後は鈴木健が放った中堅手前への打球を屋鋪がファインプレーで捕球し、先のミスをリベンジして切り抜けた。4安打9奪三振、三塁を踏ませない投球で槙原がこの1点を守りきり、西武を完封。
巨人は、1987年第4戦での槙原の完封勝利以来となる西武からの勝利により西武戦の連敗を7で止め、対戦成績を五分に戻した。
公式記録関係（日本野球機構ページ）

### 第3戦
|      | 1 | 2 | 3 | 4 | 5 | 6 | 7 | 8 | 9 | 10 | R | H  | E |
| ---- | - | - | - | - | - | - | - | - | - | -- | - | -- | - |
| 巨人 | 1 | 0 | 0 | 0 | 0 | 0 | 0 | 0 | 0 | 1  | 2 | 5  | 1 |
| 西武 | 0 | 0 | 0 | 1 | 0 | 0 | 0 | 0 | 0 | 0  | 1 | 10 | 1 |

1. （延長10回）
2. 巨：ジョーンズ、橋本、石毛、桑田 - 大久保、村田真
3. 西：小野、石井丈、杉山 - 伊東
4. 勝利：石毛（1勝）
5. セーブ：桑田（1敗1S）
6. 敗戦：石井丈（1敗）
7. 審判
［球審］井野
［塁審］一塁：寺本、二塁：井上、三塁：五十嵐
［外審］左翼：小林毅、右翼：永見
8. 試合時間：3時間20分

#### 先発オーダー
| 巨人 | 巨人 | 巨人       |
| 打順 | 守備 | 選手       |
| ---- | ---- | ---------- |
| 1    | [左] | グラッデン |
| 2    | [遊] | 川相昌弘   |
| 3    | [右] | 松井秀喜   |
| 4    | [指] | 落合博満   |
| 5    | [中] | コトー     |
| 6    | [一] | 原辰徳     |
| 7    | [捕] | 大久保博元 |
| 8    | [三] | 岡崎郁     |
| 9    | [二] | 元木大介   |
|      | [投] | ジョーンズ |

| 西武 | 西武 | 西武       |
| 打順 | 守備 | 選手       |
| ---- | ---- | ---------- |
| 1    | [二] | 辻発彦     |
| 2    | [右] | 大塚光二   |
| 3    | [中] | 佐々木誠   |
| 4    | [一] | 清原和博   |
| 5    | [指] | 鈴木健     |
| 6    | [三] | 石毛宏典   |
| 7    | [左] | ブリューワ |
| 8    | [捕] | 伊東勤     |
| 9    | [遊] | 田辺徳雄   |
|      | [投] | 小野和義   |

この年から平日開催をナイター開催とすることになり、第3戦は30年ぶりのナイター開催となった。なお、試合前の始球式は行わず、代わりに300発の花火が打ち上げられた。
巨人は公式戦最終戦で足を負傷し、第1戦、第2戦を欠場した落合が4番・指名打者で先発出場。1回表、二死二塁からその落合が放ったゴロを捕った二塁手辻が走者川相を刺そうとした三塁手への送球が逸れて、川相が生還(記録は内野安打と辻の失策)、巨人が先制した。この場面の川相は、辻が打者走者落合の足の状態からも一塁に送球すると思って三塁ベースで止まらなかったといい、自著で「考えられない。この1点がシリーズの流れを決定づけた」と、振り返っている。
一方の西武は4回一死から安打で出塁した佐々木が盗塁、清原の適時打で同点としたが、打った直後に本塁打かファールか打球の行方を確認するために走らなかった清原が一塁止まり、続く鈴木健の安打を得点に結びつけることができなかった。
1-1のまま試合は延長戦へ。10回表、巨人は、村田の安打に始まり、野選、犠打、敬遠で一死満塁としたところで川相の犠飛で勝ち越した。その裏、8回から登板の石毛博史が一死を取ったところで、巨人は第1戦で打ち込まれた桑田を投入。長嶋監督の「ここで立ち直らせたいという思い」 に応えて、桑田は、佐々木を三振、清原に安打を許したが、鈴木健を一ゴロに仕留めて試合終了。対戦成績を2勝1敗とした。
森『覇道』では、辻のプレーについて魔がさしたとしか言いようがないなど、「拙攻と拙守を繰り返した試合」ここがシリーズのポイントだった、と記している。
公式記録関係（日本野球機構ページ）

### 第4戦
|      | 1 | 2 | 3 | 4 | 5 | 6 | 7 | 8 | 9 | 10 | 11 | 12 | R | H  | E |
| ---- | - | - | - | - | - | - | - | - | - | -- | -- | -- | - | -- | - |
| 巨人 | 0 | 2 | 0 | 0 | 2 | 0 | 0 | 0 | 1 | 0  | 0  | 0  | 5 | 14 | 0 |
| 西武 | 1 | 0 | 0 | 0 | 0 | 1 | 0 | 3 | 0 | 0  | 0  | 1x | 6 | 13 | 2 |

1. （延長12回）
2. 巨：斎藤、橋本、木田 - 村田真
3. 西：郭、潮崎、橋本、新谷、杉山、石井丈 - 伊東
4. 勝利：石井丈（1勝1敗）
5. 敗戦：木田（1敗）
6. 本塁打
巨：松井1号2ラン（5回・橋本）、大久保1号ソロ（9回・杉山）
西：清原2号ソロ（6回・斎藤）
7. 審判
［球審］永見
［塁審］一塁：小林毅、二塁：寺本、三塁：井上
［外審］左翼：前川、右翼：友寄
8. 試合時間：4時間12分

#### 先発オーダー
| 巨人 | 巨人 | 巨人       |
| 打順 | 守備 | 選手       |
| ---- | ---- | ---------- |
| 1    | [左] | グラッデン |
| 2    | [遊] | 川相昌弘   |
| 3    | [右] | 松井秀喜   |
| 4    | [指] | 吉村禎章   |
| 5    | [三] | 岡崎郁     |
| 6    | [一] | 原辰徳     |
| 7    | [中] | コトー     |
| 8    | [捕] | 村田真一   |
| 9    | [二] | 福王昭仁   |
|      | [投] | 斎藤雅樹   |

| 西武 | 西武 | 西武     |
| 打順 | 守備 | 選手     |
| ---- | ---- | -------- |
| 1    | [二] | 辻発彦   |
| 2    | [右] | 大塚光二 |
| 3    | [中] | 佐々木誠 |
| 4    | [一] | 清原和博 |
| 5    | [指] | 鈴木健   |
| 6    | [三] | 石毛宏典 |
| 7    | [左] | 安部理   |
| 8    | [捕] | 伊東勤   |
| 9    | [遊] | 田辺徳雄 |
|      | [投] | 郭泰源   |

初回、佐々木の適時打で西武が先制したが、巨人は2回表に原、村田真の適時打で逆転。4回には松井の2点本塁打で4-1と突き放した。 しかし西武は6回、清原の本塁打で追い上げ、8回に大塚、清原の適時打で3点を挙げて逆転した。
巨人は、9回表二死無走者から、代打・大久保博元が杉山から同点本塁打を打ち、2試合連続で延長戦となった。西武石井丈、巨人木田優夫がともに踏ん張っていたが、12回裏一死から辻、大塚の連打で作ったチャンスに佐々木が中堅へ適時打。西武がサヨナラ勝ちで再び対戦成績をタイとした。西武の日本シリーズにおけるサヨナラ勝ちは1988年・対中日第5戦（伊東のサヨナラヒットで日本一決定）以来通算6回目（西鉄時代を含む）。
ただ、森『覇道』では、大久保の本塁打で延長戦に持ち込まれたために、石井の登板、投球があり、石井を第5戦に使えなくなるというしわ寄せがきたと記されている。
公式記録関係（日本野球機構ページ）

### 第5戦
|      | 1 | 2 | 3 | 4 | 5 | 6 | 7 | 8 | 9 | R | H  | E |
| ---- | - | - | - | - | - | - | - | - | - | - | -- | - |
| 巨人 | 0 | 0 | 1 | 0 | 0 | 4 | 0 | 3 | 1 | 9 | 10 | 1 |
| 西武 | 1 | 0 | 0 | 0 | 0 | 1 | 0 | 1 | 0 | 3 | 10 | 0 |

1. 巨：桑田 - 村田真
2. 西：渡辺久、杉山、橋本、鹿取、村田 - 伊東、植田
3. 勝利：桑田（1勝1敗1S）
4. 敗戦：杉山（1敗）
5. 本塁打
巨：吉村1号ソロ（3回・渡辺久）、緒方1号満塁（6回・杉山）、コトー1号2ラン（8回・鹿取）
西：清原3号ソロ（6回・桑田）、清原4号ソロ（8回・桑田）
6. 審判
［球審］友寄
［塁審］一塁：前川、二塁：小林毅、三塁：寺本
［外審］左翼：井野、右翼：五十嵐
7. 試合時間：3時間40分

#### 先発オーダー
| 巨人 | 巨人 | 巨人       |
| 打順 | 守備 | 選手       |
| ---- | ---- | ---------- |
| 1    | [左] | グラッデン |
| 2    | [遊] | 川相昌弘   |
| 3    | [右] | 松井秀喜   |
| 4    | [指] | 吉村禎章   |
| 5    | [三] | 岡崎郁     |
| 6    | [一] | 原辰徳     |
| 7    | [中] | コトー     |
| 8    | [捕] | 村田真一   |
| 9    | [二] | 福王昭仁   |
|      | [投] | 桑田真澄   |

| 西武 | 西武 | 西武     |
| 打順 | 守備 | 選手     |
| ---- | ---- | -------- |
| 1    | [二] | 辻発彦   |
| 2    | [右] | 大塚光二 |
| 3    | [中] | 佐々木誠 |
| 4    | [一] | 清原和博 |
| 5    | [指] | 鈴木健   |
| 6    | [三] | 石毛宏典 |
| 7    | [左] | 安部理   |
| 8    | [捕] | 伊東勤   |
| 9    | [遊] | 田辺徳雄 |
|      | [投] | 渡辺久信 |

1回裏、西武は一死一・三塁から清原の犠飛で1点を先制。しかし、巨人は3回表、第4戦から4番指名打者で出場の吉村禎章の本塁打で同点に追いついた。
西武は、同点で迎えた5回表、巨人が松井、吉村と左打者が続く場面で投手を先発渡辺から第4戦にも登板した杉山に交代。杉山は5回は松井、吉村をともに三振に打ち取り無失点に抑えたが、6回に3つの四球を与えて二死満塁とし、1994年の公式戦において本塁打が0本であった緒方耕一に満塁本塁打を打たれた。巨人は、さらにコトーが8回に2点本塁打を放ち、9回にも原の適時2塁打で1点を追加した。巨人先発の桑田は6回、8回と清原にバックスクリーンへ2本塁打 を打たれたものの完投勝利。巨人が日本一に王手をかけた。
公式記録関係（日本野球機構ページ）

### 第6戦
|      | 1 | 2 | 3 | 4 | 5 | 6 | 7 | 8 | 9 | R | H  | E |
| ---- | - | - | - | - | - | - | - | - | - | - | -- | - |
| 西武 | 0 | 0 | 0 | 0 | 0 | 0 | 0 | 1 | 0 | 1 | 7  | 0 |
| 巨人 | 0 | 1 | 1 | 0 | 0 | 0 | 0 | 1 | X | 3 | 10 | 0 |

1. 西：工藤、潮崎、石井丈 - 伊東
2. 巨：槙原 - 村田真
3. 勝利：槙原（2勝）
4. 敗戦：工藤（2敗）
5. 本塁打
巨：コトー2号ソロ（8回・石井丈）
6. 審判
［球審］五十嵐
［塁審］一塁：井野、二塁：前川、三塁：小林毅
［外審］左翼：永見、右翼：井上
7. 試合時間：2時間53分

#### 先発オーダー
| 西武 | 西武 | 西武     |
| 打順 | 守備 | 選手     |
| ---- | ---- | -------- |
| 1    | [二] | 辻発彦   |
| 2    | [右] | 大塚光二 |
| 3    | [中] | 佐々木誠 |
| 4    | [一] | 清原和博 |
| 5    | [三] | 鈴木健   |
| 6    | [遊] | 田辺徳雄 |
| 7    | [左] | 安部理   |
| 8    | [捕] | 伊東勤   |
| 9    | [投] | 工藤公康 |

| 巨人 | 巨人 | 巨人     |
| 打順 | 守備 | 選手     |
| ---- | ---- | -------- |
| 1    | [二] | 緒方耕一 |
| 2    | [遊] | 川相昌弘 |
| 3    | [右] | 松井秀喜 |
| 4    | [一] | 原辰徳   |
| 5    | [中] | コトー   |
| 6    | [左] | 岸川勝也 |
| 7    | [三] | 岡崎郁   |
| 8    | [捕] | 村田真一 |
| 9    | [投] | 槙原寛己 |

#概要のとおり、森監督の退任が報じられた状況下で、森『覇道』では、本人の心中を、不快感などで、試合どころではなかったとまで記されている。
先発投手は巨人槙原、西武工藤と第2戦と同じ顔合わせ。槙原は、立ち上がり肘が「あまり良くなかった」ので塗り薬と飲み薬で対処したというが「この試合でこけたら、第2戦の完封だって消えてしまう」という思いで試合に臨んだ。巨人は2回、無死1・3塁から岡崎の犠飛で先制。3回には2死1・2塁から岸川勝也が右翼へ適時2塁打を放ち、2塁走者が生還して追加点を上げる(1塁走者は本塁憤死)。西武は1回1死1・2塁のチャンスを作ったが、清原、鈴木が連続三振。3回2死1・2塁で、鈴木健が右翼前安打を放ち、2塁走者の辻が本塁を狙ったが、右翼手松井の好返球で憤死。西武は8回、辻が3塁打と佐々木の内野ゴロで1点を返したが、その裏コトーの本塁打で再び2点差。9回、西武は、先頭打者の鈴木健が二塁内野安打で出塁したものの、代打・石毛が併殺打。2死無走者となって、垣内哲也が見逃しの三振で試合終了となった。巨人が5年ぶりに日本一を達成した。西武を破っての日本一は前身の「西鉄ライオンズ」の名だった1963年以来31年ぶりのことだった。
一方西武はこの試合終了を最後に森監督は辞任し、黄金時代を作った森政権が幕を閉じた。後任は球団OBの東尾修が就任した。
公式記録関係（日本野球機構ページ）

## 表彰選手
- 最高殊勲選手賞：槙原寛己（巨人）
  - 2試合先発登板し、2勝0敗（2完投1完封）。防御率0.50（投球回数18、自責点1）。巨人の投手のMVP受賞は1981年の西本聖以来13年ぶり4人目（6回目）。
- 敢闘賞：清原和博（西武）
- 優秀選手賞：桑田真澄（巨人）
- 優秀選手賞:ヘンリー・コトー（巨人）
- 優秀選手賞:辻発彦（西武）

## テレビ・ラジオ中継

### テレビ中継
第1戦　10月22日
- 日本テレビ（劇空間プロ野球）
  - 実況：小川光明　解説：山本浩二、江川卓　ゲスト解説：秋山幸二（ダイエー）　
  - リポーター：多昌博志（巨人サイド）、村山喜彦（西武サイド） 共同インタビュアー:今井伊佐男
- NHK衛星第1テレビ（NHKプロ野球・中継録画）　
  - 実況：高山典久　解説：藤田元司、星野仙一　ゲスト解説：広瀬哲朗（日本ハム）

第2戦　10月23日
- 日本テレビ（劇空間プロ野球）
  - 実況：山下末則　解説：掛布雅之、池谷公二郎　ゲスト解説：秋山幸二　
  - リポーター：今井伊佐男（巨人サイド）、船越雅史（西武サイド） 共同インタビュアー:多昌博志
- NHK衛星第1テレビ（NHKプロ野球・中継録画）　
  - 実況：工藤三郎　解説：川上哲治、村田兆治　ゲスト解説：野田浩司（オリックス）

第3戦　10月25日
- テレビ朝日（ゴールデンナイター・制作協力：朝日放送）
  - 実況：朝岡聡　解説：東尾修、大下剛史、稲尾和久　ネット裏球種解説：松沼雅之
  - ゲスト解説：イチロー(オリックス)、北別府学（広島を同年引退）[18]、 仰木彬（オリックス監督）、古田敦也（ヤクルト）、野村克也（ヤクルト監督）、板東英二[19]
  - リポーター:辻義就（西武サイド）、石橋幸治（巨人サイド） 共同インタビュアー:松井康真
- NHK衛星第1テレビ（NHKプロ野球・中継録画）　
  - 実況：斎藤洋一郎　解説：村田兆治

第4戦　10月26日
- テレビ朝日（ゴールデンナイター・制作協力：朝日放送）　
  - 実況：松井康真　解説：東尾修、大下剛史、稲尾和久　ネット裏球種解説：松沼雅之
  - ゲスト解説：仰木彬、古田敦也、野村克也、板東英二
  - リポーター:辻義就（西武サイド）、石橋幸治（巨人サイド） 共同インタビュアー:朝岡聡
- NHK衛星第1テレビ（NHKプロ野球）
  - 実況：島村俊治　解説：広岡達朗、星野仙一　ゲスト解説：広沢克己（ヤクルト）

第5戦　10月27日
- テレビ朝日（ゴールデンナイター・制作協力：朝日放送）
  - 実況：朝岡聡　解説：大下剛史、稲尾和久　ネット裏球種解説：松沼雅之
  - ゲスト解説：仰木彬、古田敦也、野村克也、北別府学
  - リポーター:辻義就（西武サイド）、石橋幸治（巨人サイド） 共同インタビュアー:松井康真
- NHK衛星第1テレビ（NHKプロ野球・中継録画）
  - 実況：高山典久　解説：藤田元司　ゲスト解説：赤堀元之（近鉄）

第6戦　10月29日
- 日本テレビ（劇空間プロ野球）
  - 実況：吉田填一郎　解説：高田繁　ゲスト解説：秋山幸二、広沢克己　
  - リポーター：船越雅史（巨人サイド、祝勝会レポーター兼務）、村山喜彦（西武サイド） 共同インタビュアー:山下末則
  - 共同記者会見:小川光明 祝勝会司会:今井伊佐男 祝勝会レポーター:多昌博志
  - 放送時間:12:50 - 17:10[20]
- NHK衛星第1テレビ（NHKプロ野球）
  - 実況：工藤三郎　解説：広岡達朗、村田兆治

※関東地区での視聴率は（ビデオリサーチ調べ）、第1戦は（日本テレビ系）27.3%。第2戦（日本テレビ系）は33.2%。第3戦（テレビ朝日系）は40.0%。 第4戦（テレビ朝日系）は40.2%。第5戦（テレビ朝日系）は40.1%。第6戦（日本テレビ系）は37.1%だった。この時テレビ朝日は3日連続プライムタイムで視聴率40%越えを達成した。
※西武主管試合が3試合全てテレビ朝日系で中継されたため、これまで西武主管で最低1試合は中継していたTBS系は初めて放映権を獲得できなかった（2008年も同様のケースが見られた）。
※テレビ朝日が制作した西武主管試合は、在阪球団（阪神・近鉄・オリックス）が出場していないものの、在阪準キー局の朝日放送（現：朝日放送テレビ）が制作協力として関与し、オープニングでもクレジットされていた。
※巨人の日本一決定の翌日に読売新聞東京本社から数寄屋橋（外堀通り）、新橋まで行われた優勝パレードを日本テレビ系列で放送した（スタジオ進行役：豊田順子、解説:山本浩二、中継車実況:船越雅史、銀座レポート:多昌博志）。

### ラジオ中継
第1戦　10月22日
- NHKラジオ第1（NHKプロ野球）　
  - 実況：水野節彦　解説：広岡達朗、村田兆治
- TBSラジオ（TBSラジオエキサイトナイター・JRN）　
  - 解説：張本勲、定岡正二
- 文化放送（文化放送ライオンズナイター）　
  - 解説：山崎裕之　ゲスト解説：伊良部秀輝（千葉ロッテ）
- ニッポン放送（ニッポン放送ショウアップナイター・NRN）　
  - 実況：胡口和雄　解説：田尾安志　ゲスト解説：仰木彬　ゲスト：中井美穂（フジテレビ）
- ラジオ日本（ラジオ日本ジャイアンツナイター）　
  - 実況：内藤幸位　解説：青田昇　ゲスト：ヨネスケ
- NACK5　
  - 実況：坂信一郎

第2戦　10月23日
- NHKラジオ第1（NHKプロ野球）　
  - 実況：森中直樹　解説：鶴岡一人、星野仙一
- TBSラジオ（TBSラジオエキサイトナイター）　
  - 解説：田淵幸一
- 文化放送（文化放送ライオンズナイター）　
  - 解説：東尾修　ゲスト解説：大島康徳（日本ハムを同年引退）
- ニッポン放送（ニッポン放送ショウアップナイター）　
  - 実況：深山計　解説：達川光男　ゲスト解説：高津臣吾（ヤクルト）
- ラジオ日本（ラジオ日本ジャイアンツナイター）　
  - 解説：中村稔、若菜嘉晴
- NACK5　
  - 実況：矢野吉彦

第3戦　10月25日
- NHKラジオ第1（NHKプロ野球）　
  - 実況：野瀬正夫　解説：藤田元司　ゲスト解説：岡林洋一（ヤクルト）
- TBSラジオ（TBSラジオエキサイトナイター）　
  - 解説：有藤道世
- 文化放送（文化放送ライオンズナイター）　
  - 解説：別所毅彦、松原誠
- ニッポン放送（ニッポン放送ショウアップナイター）　
  - 実況：宮田統樹　解説：関根潤三　ゲスト解説：広沢克己
- ラジオ日本（ラジオ日本ジャイアンツナイター）　
  - 解説：高田繁、新浦壽夫
- NACK5

第4戦　10月26日
- NHKラジオ第1（NHKプロ野球）
  - 実況：森中直樹　解説：川上哲治　ゲスト解説：山崎慎太郎（近鉄）
- TBSラジオ（TBSラジオエキサイトナイター）　　
  - 解説：牛島和彦
- 文化放送（文化放送ライオンズナイター）　
  - 実況：鈴木光裕　解説：松沼雅之、松原誠
- ニッポン放送（ニッポン放送ショウアップナイター）　　
  - 実況：栗村智　解説：平松政次　ゲスト解説：関川浩一（阪神）
- ラジオ日本（ラジオ日本ジャイアンツナイター）　
  - 実況：内藤幸位　解説：国松彰、高田繁
- NACK5

第5戦　10月27日
- NHKラジオ第1（NHKプロ野球）　
  - 解説：広岡達朗　ゲスト解説：長谷川滋利（オリックス）
- TBSラジオ（TBSラジオエキサイトナイター）　
  - 解説：定岡正二、栗山英樹
- 文化放送（文化放送ライオンズナイター）　
  - 解説：東尾修　ゲスト解説：秋山幸二
- ニッポン放送（ニッポン放送ショウアップナイター）
  - 実況：山田透　解説：関根潤三　ゲスト解説：大島康徳、野村謙二郎（広島）
- ラジオ日本（ラジオ日本ジャイアンツナイター）　
  - 解説：土井正三、関本四十四
- NACK5

第6戦　10月29日
- NHKラジオ第1（NHKプロ野球）　
  - 実況：野瀬正夫　解説：川上哲治、星野仙一
- TBSラジオ（TBSラジオエキサイトナイター）　
  - 解説：遠藤一彦
- 文化放送（文化放送ライオンズナイター）　
  - 解説：東尾修、松沼雅之
- ニッポン放送（ニッポン放送ショウアップナイター）　
  - 実況：松本秀夫　解説：平松政次　ゲスト解説：野村克也
- ラジオ日本（ラジオ日本ジャイアンツナイター）　
  - 実況：内藤博之　解説：青田昇、土井正三　ゲスト解説：下柳剛（ダイエー）
- NACK5